# Pakora

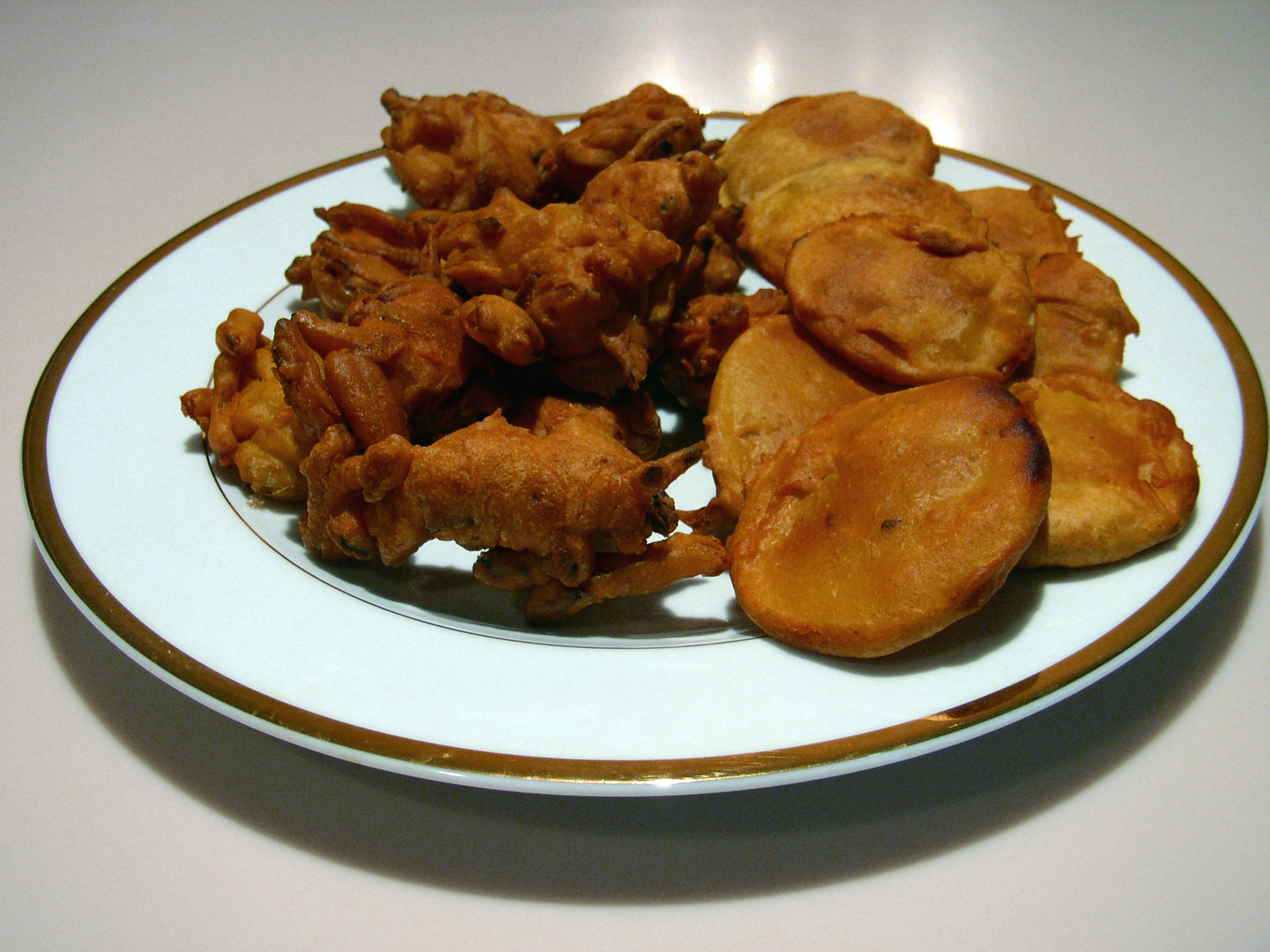
Dos variedades de pakoras: una con cebollas (izquierda), y la otra con patatas (derecha).

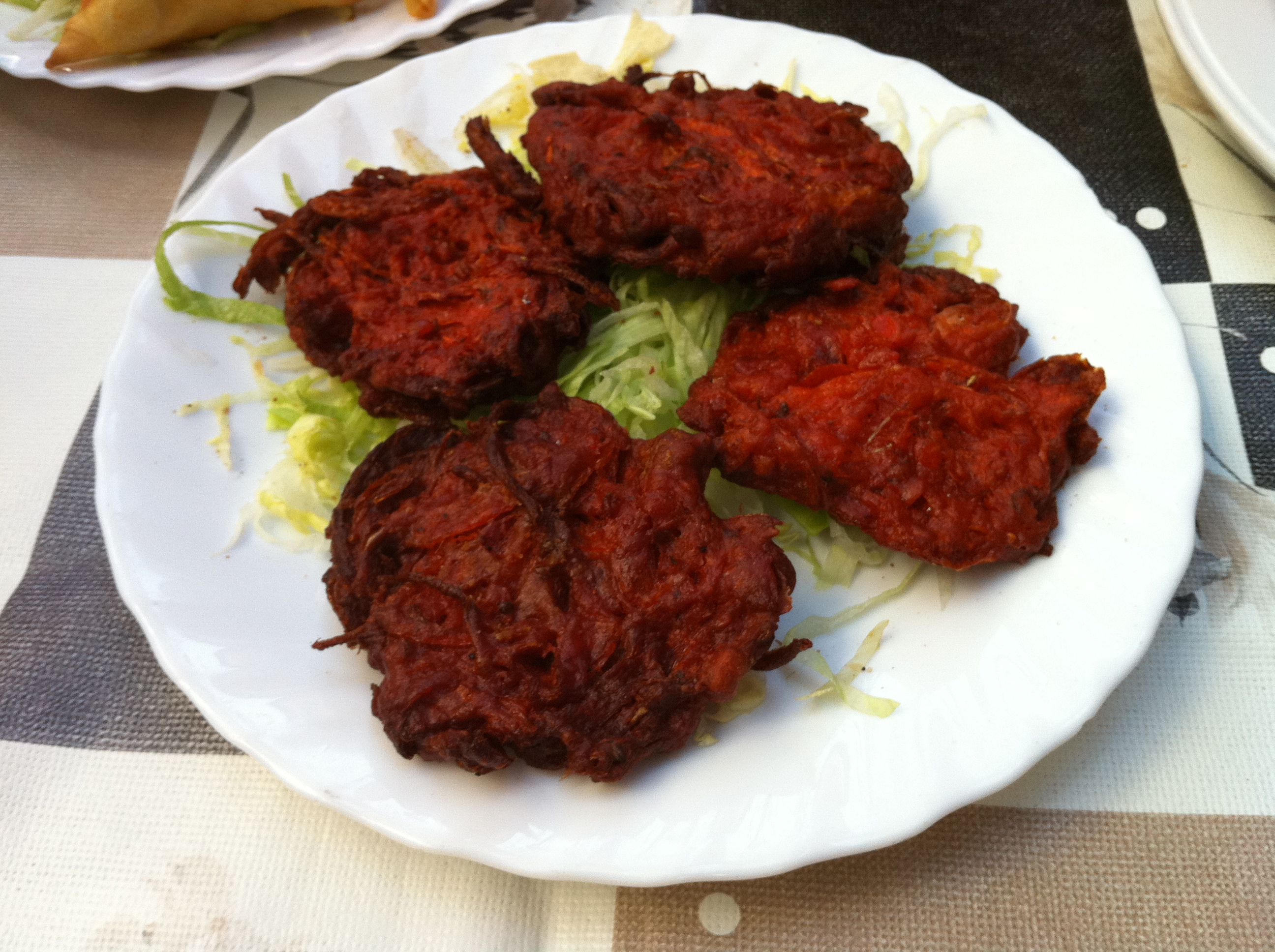
Cebollas bhaji

La pakora (en letra devanagari पकोड़ा pakōḍā) es un tipo de plato procedente de India, Pakistán y Bangladés cuyo fundamento es el de freír verduras en una mezcla de harina de garbanzos. La pakora puede ser de diferentes tipos dependiendo del ingrediente que acompaña a la harina de garbanzos: los hay de pollo, de vegetales (cebolla, patatas, tomates,etc.) y cualquier otra combinación que admita la imaginación y el gusto del consumidor.

## Elaboración
Tal y como se ha dicho, el ingrediente común y general a todas las pakoras es la harina de garbanzo. La función es de aglutinante de los acompañamientos con los cuales se fríe. Como acompañamiento se emplean generalmente vegetales que pueden ser espinacas (palak pakora), el queso fresco panir (panir pakora), cebollas (pyaz pakora), berenjenas, patatas y espinacas, coliflor, tomates o chilli (al gusto). Se puede acompañar con especias diversas como garam masala y a veces cilantro. Las pakoras de cebolla se denominan de forma especial como bhayi o bhuyia.
Se suele mezclar la harina de garbanzos con huevo, bicarbonato, agua y un poco de limón. Se forma una pequeña salsa que se reboza junto con las verduras. Tras esta operación, se ponen extendidos en la sartén y se fríen con aceite abundante (Se puede emplear aceite vanaspati) hasta que se doren.

## Forma de servir
Normalmente se comen acompañadas de una salsa que se echa por encima tras su elaboración. En muchos sitios se sirven como aperitivos (snacks) y en la India se comen como entremeses en los restaurantes. En algunos países europeos donde la cantidad de inmigrantes de la India o Pakistán es considerable, tal como en Escocia, la pakora se vende en los restaurantes de comida rápida (takeaways) como un acompañante que puede hacer de alternativa a las patatas fritas o al kebab, y se sirve a primera hora de la mañana y de la tarde.
Con la difusión de los indios y los pakistaníes por todos los países de Europa y del mundo, los restaurantes de comida rápida disponen cada vez más de platos que incluyen las pakoras entre sus menús. En algunos países como Inglaterra son muy populares en los restaurantes indios de comida rápida. En Escocia existen variantes denominadas haggis pakora.